# Белзецкий, Станислав Игнатьевич
Станислав Игнатьевич Белзецкий (пол. Stanisław Bełzecki; 1856 — 6 февраля 1932, Варшава) — профессор Петербургского, затем Варшавского политехнических институтов, специалист в области строительной механики.

## Биография
Родился в Подольской губернии в 1856 году. По окончании гимназии в Белой Церкви поступил в Институт путей сообщений в Петербурге.
После получения диплома в 1884 году работал в Главном Обществе железных дорог на линии Петербург—Варшава и как инженер города Вильно. С 1891 года работал в Управлении Акционерного Общества Владикавказской железной дороги руководителем технического отдела, а позже — главным техническим консультантом. На этих должностях С. И. Белзецкий получил возможность заниматься разработкой и внедрением прогрессивных инженерных решений в строительстве, публиковать научные работы и пособия.
В ходе своей практической инженерной деятельности С. И. Белзецким были составлены проекты железных дорог, мостов, церквей. В частности, он запроектировал металлические железнодорожные мосты через реки Лососна (в Гродно), Терек, Самур, Дон (в Ростове-на-Дону), мосты на Кавказе, на линии Москва—Екатеринбург, на Амурской железной дороге.
В 1905 году защитил диссертацию по теме «Рациональные формы упругих арок» и с 1907 года стал преподавать в Петербургском политехническом институте статику сооружений, общие начала строительного искусства, строительную механику, теорию упругости (с 1909 года — экстраординарный профессор по кафедре статики сооружений, с 1911 — ординарный профессор, в 1917—1918 годах — декан инженерно-строительного отделения). Одновременно, в период с 1906 по 1918 год он преподавал в Технологическом институте, Артиллерийской академии и Институте путей сообщения, оставаясь при этом консультантом в Управлении Владикавказской железной дороги.
На протяжении работы в профессорской должности он совершил несколько научных поездок за границу, изучал инженерные сооружения и железные дороги в Европе, в 1912 году работал на сооружении Лётшбергского тоннеля в швейцарских Альпах. Взяв профессорский отпуск, С. И. Белзецкий прослушал цикл лекций прославленного математика Анри Пуанкаре в Париже.
В августе 1921 года Белзецкий эмигрировал в Польшу. Специально для него в 1922 году в Варшавском политехническом институте была создана новая профессорская кафедра — «Высших проблем инженерных наук». Здесь он вёл активную деятельность на протяжении пяти лет, пока тяжёлая болезнь, закончившаяся ампутацией ноги, не вынудила его уйти на пенсию. Но и будучи прикованным к постели, С. И. Белзецкий продолжил активную работу, опубликовав значительное число научных работ. Был членом Варшавского научного общества.
С. И. Белзецкий обладал фундаментальными знаниями многих направлений математического анализа, свободно оперировал аппаратом гармонических, бигармонических, эллиптических функций, функций Бесселя, благодаря чему он успешно преодолевал математические трудности при решении задач механики деформируемых тел и сыпучей среды. В его работах рассматривались вопросы расчета мостов и верхнего строения железнодорожного пути, в том числе с учётом вибрации, теории предельного равновесия сыпучих сред, решения задач теории упругости, в частности — применительно к расчётам плотин. Особый вклад С. И. Белзецкий внес в развитие теории арок и сводов.
С. И. Белзецкий скончался 16 февраля 1932 года, похоронен на Повонзковском кладбище в Варшаве.